# Honda VT 750 C
Con la sigla VT 750 C sono state commercializzate varie motociclette della casa motociclistica giapponese Honda la cui capostipite risale al 1983.
La sigla stessa rappresentava la configurazione del propulsore, VT per il bicilindrico a V da 52°, 750 per la cilindrata di circa 750 cm³ e C per la destinazione d'uso di moto cruiser/custom.
Durante gli anni di produzione la sigla è stata accompagnata da denominazioni quali Black Widow, Black Spirit, Shadow ecc.

## Le serie
- 1983 - 1988: Honda VT 750 C Shadow
- 1987: Honda VT 750 C
- 1997: Honda VT 750 C, C2 Ace Shadow
- 2001: Honda VT 750 DC1 Shadow Spirit / Black Widow
- 2004: Honda VT 750 C4 Shadow (RC50, trasmissione cardanica)
- 2010: Honda VT 750 Shadow / C2S Shadow Spirit / C2B Black Spirit 750

## Honda VT 750 DC1 Shadow Spirit / Black Widow
Il soprannome Black Widow identifica la serie prodotta dal 2001 al 2004.
Nonostante fosse stata concepita ed elaborata in Giappone, veniva assemblata negli USA per ragioni commerciali (dato che puntava alle vendite soprattutto su quel mercato).
Prodotta in tre varianti di colore (blu, grigio e nero), in Italia uscì presto dal catalogo poiché, pur essendo tecnicamente valida (come la sorella minore VT 600C Shadow, presenta persino il raffreddamento a liquido, raro su una custom) e dal design estremamente accattivante, non si diffuse tra il pubblico poiché il prezzo d'acquisto (ben oltre 8.000€) superava quello delle dirette concorrenti custom prodotte da Harley-Davidson.
In Giappone e negli USA ha continuato anche ad essere prodotta una moto del tutto identica nel design, ma di cilindrata pari a 398 cm³ (la Honda Shadow Slasher 400) e di costo decisamente inferiori.